# Maks Furijan
Maks Furijan, slovenski gledališki in filmski igralec, * 19. september 1904, Goričak, † 25. julij 1993, Šmarje - Sap.
Rodil se je v brenčičevi zidanici v Zavrču, na meji med Hrvaško in Slovenijo Mariji Furijan in avstro-ogrskemu podoficirju Jakobu Vidoviču. Kot mizar je delal v mariborskih železniških delavnicah; od 1921 je obiskoval dramatično šolo Milana Skrbinška, kasneje Rada Pregarca. V letih 1929–1936 je bil angažiran v Narodnem gledališču v Mariboru, naslednjo sezono je nastopal v Osijeku, 1937–1941 v Skopju, 1941–1943 v Hrvatskem narodnem gledališču v Zagrebu, od 1947 do upokojitve 1962 pa v Slovenskem narodnem gledališču Drama v Ljubljani. Bil je karakterni igralec, imeniten oblikovalec zlasti manjših komičnih, grotesknih in skrivnostnih značajev. Od 1955 je na ljubljanski Akademiji za gledališče, radio, film in televizijo predaval gledališko šminkanje. Leta 1978 je prejel Borštnikov prstan. V slovenskih filmih je odigral celo vrsto stranskih, vendar domišljenih in izrazitih vlog. Igral je v naslednjih filmih: Svet na Kajžarju (režija France Štiglic, 1952), Dolina miru (režija France Štiglic,1956), Samorastniki (režija Igor Pretnar, 1963), Vdovstvo Karoline Žašler (1979), Ubij me nežno (režija Boštjan Hladnik, 1979), Maja in vesoljček (1988) in še nekaterih drugih. Tudi v gledališču je zelo učinkovito oblikoval manjše vloge. Njegove pomembnejše gledališke vloge pa so bile: Herman (Bratko Kreft, Celjski grofje), Saljoni (Anton Pavlovič Čehov, Tri sestre), Župnik, Krnec (Ivan Cankar, Hlapci, Kralj na Betajnovi). veliko je nastopal dudi na radiu in televiziji.
Bil je oče baletnega plesalca Štefana Furijana.